# نانسي أوين
نانسي أوين (بالإنجليزية: Nancy Owen)‏ (2 مايو 1943 في الولايات المتحدة - ) هي لاعبة كرة طائرة الولايات المتحدة. شاركت في الألعاب الأولمبية الصيفية 1968 والألعاب الأولمبية الصيفية 1964.

## وصلات خارجية
- نانسي أوين على موقع أوليمبيديا (الإنجليزية)